# Pareczcza (rejon orszański)
Pareczcza (biał. Парэчча; ros. Поречье, Porieczje) – wieś na Białorusi, w obwodzie witebskim, w rejonie orszańskim, w sielsowiecie Smolany, nad rzeką Adrou.